# Акванавты (фильм)

Кадр из фильма

«Аквана́вты» — советский художественный научно-фантастический фильм 1979 года, созданный на Ялтинском филиале Центральной киностудии детских и юношеских фильмов имени М. Горького Третьим творческим объединением по одноимённой повести Сергея Павлова.

## Сюжет
«Быть впереди, но никогда не возвысить себя над человечеством», — таков девиз и присяга акванавтов-исследователей.
В Индийском океане располагается станция «Дейтерий 1010» по добыче тяжёлой воды — топлива для АЭС, обеспечивающих энергоснабжение Западного побережья. Обслуживающий персонал — два акванавта («люди-рыбы»).
Однажды обслуживающее судно «King Viking Sky» подбирает всплывший спасательный мезоскаф только с одним акванавтом — Жаком Дюмоном, испытывающим сильнейшее нервное расстройство. Второй, Вилем Пашич, остался на дне и, вероятнее всего, погиб. Выработка дейтерия прекращена. Необходимо срочно запустить работу станции и выяснить, что произошло на глубине 1010 метров. Свен Болл, третий гидрокомбист той же экспедиции[какой?], и Игорь Соболев с исследовательского судна «Таймыр» опускаются на станцию, где сталкиваются со странной глубоководной рыбой (мантой), обладающей разумом.
Разгадка тайны разумности манты — в истории о случайном копировании в её мозг матрицы сознания, разработки профессора Керома. Матрица скопирована с мозга дочери профессора, Лотты, которая была невестой Соболева, но погибла в автокатастрофе. Беспилотный самолёт, перевозивший матрицы сознания и аппарат для копирования, потерпел катастрофу над океаном. В обломки самолёта заплыл детёныш манты и оказался в автомате копирования.

## В главных ролях
- Герман Полосков — Игорь Соболев
- Александр Яковлев — Свен Болл
- Ирен Азер — Лотта Кером

### В ролях
- Вацлав Дворжецкий — профессор Кером
- Пауль Буткевич — Дуговский
- Арнис Лицитис — Дюмон
- Елена Валаева — Наташа
- Николай Крюков — Командор
- Юрий Саранцев — Селиванов
- Артём Карапетян — Аджимоглян
- Владимир Никитин — Андрей
- Альвидас Шульчис — Янек
- Регина Разума — Эллен
- Геннадий Петров — Васильев

## Съёмки
Фильм содержит большое количество подводных съёмок, потребовавших тщательной подготовки и организации. Большинство из них проходили в районе южного побережья мыса Тарханкут в Крыму (в фильм вошли некоторые видовые кадры с морскими звездами, которые не живут в Черном море). Декорация подводной станции «Дейтерий-1010» создавалась в три этапа: сначала в ближайшем порту изготовлена несущая часть, затем на Ялтинской киностудии построены отсеки станции. Окончательная сборка и отделка проходила в порту, где декорация была погружена на судно-кран «Скиф», доставившее сооружение в бухту Малый Атлеш, выбранную в качестве основной съёмочной площадки. Роль декорационного объекта «Затонувший самолёт» сыграл отработавший свой ресурс военный самолет, предварительно сброшенный с обрыва и затащенный лебёдкой под свод природного тоннеля.
Механическая кукла манты, изготовленная на киностудии, была основана на металлической раме, к которой крепились пять рычажных элементов, управляющих «крыльями». Общая длина составила 3,5 метра, а размах крыльев достигал 5 метров. Масса устройства составила 350 килограммов. Конструкция приводилась в движение герметичным электродвигателем постоянного тока с питанием по кабелю, замаскированному в хвосте. Для имитации эластичной кожи металлический каркас был обтянут резиновыми жгутами, которые сверху были покрыты поролоном и ворсолином. Установленные внутрь пенопластовые блоки придавали нейтральную плавучесть, создавая иллюзию «парения» манты под водой.
Основная часть подводных эпизодов отснята из специально построенного подводного обитаемого модуля с иллюминаторами, обеспечивающими круговой обзор. Помещение для кинооператора, снабжаемое сжатым воздухом по шлангу, было рассчитано на рабочую глубину до 12 метров и исключало процедуру декомпрессии после каждого всплытия. Модуль мог устанавливаться базовым кораблём в разных местах и впоследствии использовался для подводных съёмок в других фильмах.

## Съёмочная группа
- сценарий — Сергей Павлов при участии Игоря Вознесенского
- режиссёр-постановщик — Игорь Вознесенский
- главные операторы: Александр Филатов, Георгий Зеленин
- главный художник — Феликс Ростоцкий
- композитор — Евгений Крылатов
- звукооператор — Николай Шарый
- дирижёр — Георгий Гаранян
- режиссёр — А. Локосов
- оператор — А. Крупников
- монтаж — Г. Дмитриевой
- грим — С. Шарой
- костюмы — Т. Дмитриевой
- комбинированные съёмки:

оператор — В. Лозовский
художник — В. Глазков
- консультант — кандидат технических наук В. А. Соколов
- редакторы: В. Погожева, Т. Турчан
- архитектор — Т. Филатова
- Конструкторы: В. Павлотос, М. Резниченко
- группа подводных съёмок: И. Вознесенский, А. Филатов, Г. Зеленин , В. Дмитриенко, В. Павлотос, В. Леухин, А. Королёв, М. Резниченко, В. Лозовский, В. Глазков, И. Воронин, Н. Нарцизов, В. Добрынский, К. Бутырин, Т. Лукинов, Ф. Ростоцкий
- руководитель подводных работ — водолазный специалист Владимир Карпичев
- директор съёмочной группы — Иван Морозов

## Создание фильма
- Несколько страниц сценария фильма (из архива Сергея Павлова).
- Эскизы костюмов Ф. Ростоцкого к фильму (из архива Сергея Павлова).

## Музыка
Музыку к фильму написал известный советский композитор Евгений Крылатов. В фильме звучит песня «Пообещайте мне любовь»:
- Музыка: Евгений Крылатов
- Стихи: Игорь Вознесенский
- Исполнение песни в фильме: Татьяна Дасковская

## Технические данные
- Художественный фильм, цветной, 8 частей, 2184 м.

## Видеоиздания
- На DVD, издатель «Гранд рекордс» (2005).